# لاك أوسكار (كيبك)
لاك أوسكار (بالإنجليزية: Lac-Oscar, Quebec)‏ هي منطقة سكنية تقع في كندا في Antoine-Labelle Regional County Municipality. يقدر عدد سكانها بـ 5 نسمة ومساحتها 1,810.90 كم2 .